# Theodor Ellwein
Theodor Ellwein (* 18. Mai 1897 in Madras, Britisch-Indien; † 22. Februar 1962 in München) war ein deutscher evangelischer Theologe, Religionslehrer und Hochschullehrer.

## Leben
Ellwein wurde 1897 als Sohn eines evangelisch-lutherischen Missionars in Ostindien geboren. 1903 verzog er nach Augsburg in das Haus seiner Tante und einer Pfarrerswitwe. Er besuchte das Gymnasium bei St. Anna in Augsburg und absolvierte eine Notreifeprüfung. Er war 1915 Kriegsfreiwilliger und leistete als Frontsoldat Kriegsdienst; er wurde mit dem Eisernen Kreuz (EK) II. Klasse ausgezeichnet. 1918 wurde er als Leutnant der Reserve entlassen. 1918/19 war er Mitglied des Freikorps Epp in München.
Er studierte von 1919 bis 1922 Germanistik und Evangelische Theologie an der Friedrich-Alexander-Universität Erlangen-Nürnberg und der Eberhard Karls Universität Tübingen. 1921 legte er das erste theologische Examen und das Predigerexamen in München ab. In den 1920er Jahren war er Mitglied der evangelisch-bündischen Christdeutschen Jugend. 1922/23 wurde er in das Evangelische Predigerseminar München aufgenommen. 1922 folgte die Ordination und 1923 legte er das zweite theologische Examen ab. 1924 wurde er außerplanmäßiger Religionslehrer, später Studienrat am Gymnasium in Hof, Oberfranken. Von 1930 bis 1934 war er Studienrat am Gymnasium bei St. Anna in Augsburg. Er war in dieser Zeit auch Mitherausgeber der Zeitschrift Evangelium und Gegenwart.
1933 wurde er noch Mitglied der in Opposition zu den Deutschen Christen stehenden Jungreformatorischen Bewegung. 1933/34 wurde er durch den evangelisch-lutherischen bayerischen Landesbischof Hans Meiser, in der Bekennenden Kirche aktiv, mit der Neubelebung der lutherischen Volksmission betraut. Er wurde 1932 bei Georg Bertram an der Ludwigs-Universität Gießen mit der Dissertation Evangelische Lehre. Eine Laiendogmatik zum Lic. theol. e. h. promoviert. Im Jahre 1934 wurde er kommissarischer Dozent für Evangelische Religionslehre und Religionspädagogik und 1935 Professor an der Hochschule für Lehrerbildung (HfL) in Weilburg, Hessen-Nassau; 1937 stand er auf einer Berufungsliste für den praktisch-theologischen Lehrstuhl an der Universität Rostock.
1936 wurde er vom Hochschuldienst beurlaubt, um planmäßiger Oberkonsistorialrat bzw. theologischer Referent bei der Kirchenkanzlei der gleichgeschalteten Deutschen Evangelischen Kirche (DEK) in Berlin zu werden. Er war Leiter der durch den Reichskirchenausschuss eingesetzten „Volkskirchlichen Arbeitsgemeinschaft der DEK“, welche einen kirchlichen Mittelblock schaffen sollte, sowie Vorsitzender des Freundeskreises und Schriftleiter der Rundbriefe (Sonntag im Volk). Von 1938 bis 1941 war er Herausgeber der Deutschen Evangelischen Kirche (Evangelischer Religionsunterricht). Im Mai 1939 erklärte Ellwein seine Mitarbeit am Institut zur Erforschung und Beseitigung des jüdischen Einflusses auf das deutsche kirchliche Leben der Deutschen Christen, das ab Herbst 1943 von seinem akademischen Lehrer Bertram geleitet wurde. Er gehörte auch zu den Unterzeichnern der Godesberger Erklärung vom 26. März 1939, in der es u. a. heißt:

„Indem der Nationalsozialismus jeden politischen Machtanspruch der Kirchen bekämpft und die dem deutschen Volke artgemäße nationalsozialistische Weltanschauung für alle verbindlich macht, führt er das Werk Martin Luthers.“

Ellwein war ein enger Berater von Reichskirchenminister Hanns Kerrl, den er Ende 1936 kennen lernte und mit dem er bis zu dessen Tod 1941 befreundet war.
Bereits 1932 trat er in den NSDB und zum 1. Mai 1933 in die NSDAP ein (Mitgliedsnummer 2.241.652). Darüber hinaus war er Mitglied der DAV, der NSV, des Reichsbundes der Kinderreichen, der Reichskulturkammer und des Reichsluftschutzbundes. Auf dem Reichsparteitag der NSDAP 1935 war er ein Kettenführer von Bomberfahrzeugen. 1939 wurde er Wehrmachts-Betreuungsoffizier beim Generalstab der Luftwaffe in Berlin. Später sollte er Sachbearbeiter für die weltanschauliche Erziehung der Wehrmacht im Stab des Ministerrates für die Reichsverteidigung, Hermann Göring, was jedoch u. a. von der SS verhindert wurde. Von 1940 bis 1944 war er stattdessen als Hauptmann Erster Generalstabsoffizier (Ia) und Geschwaderadjutant beim Kampfgeschwader 2. Als Stabsoffizier der Luftwaffe, ausgezeichnet mit dem EK I. Klasse, der Wiederholungsspange zum EK II. Klasse und der Frontflugspange in Bronze, geriet Ellwein im April 1945 in sowjetische Kriegsgefangenschaft. Dort war er nach eigenen Angaben wieder als Pfarrer aktiv.
Nach der Entlassung im Dezember 1949 wurde er 1950 von kirchlicher Seite in den Ruhestand versetzt. Im Jahre 1951 wurde er Religionslehrer am Gymnasium Pasing und Lehrbeauftragter an der Lehrerbildungsanstalt München-Pasing. Von 1954 bis 1961 war er Leiter der Pädagogischen Arbeitsstelle der Evangelischen Akademie Bad Boll bei Göppingen. 1955 war er Mitglied der Studienkommission für Lehrerbildung („Tutzinger Empfehlungen“) in der Evangelischen Akademie Tutzing. 1961 trat er in den Ruhestand.
Er veröffentlichte u. a. in der Zeitschrift für den evangelischen Religionsunterricht und im Erziehungswissenschaftlichen Handbuch.
Sein Bruder Eduard Ellwein (1898–1974) war ebenfalls ein evangelischer Theologe. Der Sohn Thomas Ellwein (1927–1998) war ein Politik- und Verwaltungswissenschaftler in der Bundesrepublik.

## Schriften (Auswahl)
- Evangelische Lehre. Eine Laiendogmatik. Christian Kaiser Verlag, München 1932 (3. Auflage 1934)
- Gesetz und Evangelium (Reihe Bekennende Kirche, H. 3). Kaiser, München 1933

- Verkürzte Neufassung: Kleine Glaubenslehre. Kaiser, München 1934

- Volkserziehung und Kirche in Deutschland. Ein geschichtlicher Überblick. Furche Verlag, Berlin 1937
- (Hrsg.): Heimat. Das deutsche Land in Bildern und klassischen Zeugnissen. Reclam, Leipzig 1940
- (Hrsg.): Die biblische Botschaft in der Bildungskrise der heutigen Schule. Vorträge und Berichte (Schriftenreihe der Pädagogischen Studienkommission der Studiengemeinschaft der evangelischen Akademien, H. 4). Diesterweg Verlag, Frankfurt 1956
- (Hrsg.): Kind und Erbsünde. Evangelische Akademie Bad Boll 1959
- Welches sind die Voraussetzungen eines interkonfessionellen Gesprächs?. Evangelische Akademie Bad Boll 1962
- Freiheit und Bindung des Christen in der Politik. Aus dem Nachlass hrsg. von Thomas Ellwein. Olzog, München 1964